# 水10!
『水10!』（すいじゅう!）は、フジテレビ系列で毎週水曜22:00 - 22:54に放送されたオムニバスバラエティ番組である。全編ステレオ放送を実施。
約30分ずつ2本の番組を放送しており、『オリキュン』（2007年9月12日終了）と『ココリコミラクルタイプ』（2007年9月26日終了）が放送された。過去に『ハッピーボーイズ!』と『ワンナイR&R』が放送された。

## 概要
2002年4月10日、“ドラマ界に『月9』があるなかでバラエティ界にも曜日と時間が付く番組があってもいいじゃないか”と、かつての同局の人気番組『オレたちひょうきん族』が前半にひょうきんベストテン、後半にタケちゃんマンのコーナーがあったように「新しい形のバラエティとして2つで1つという『水10!』の番組を作っていきたい」と初代のプロデューサー・荒井昭博が述べたコンセプトの下「水10!」が作られた。
ハイビジョン制作となったのは2007年4月4日の『水10!スペシャル』からでこれによりフジテレビのプライムタイムのレギュラー番組は全てハイビジョン制作となった。

### 番組開始後
2002年3月まで水曜23時枠の30分番組で放送していた『ココリコミラクルタイプ』と新企画『ハッピーボーイズ!』の2本立て構成で番組がスタートした。開始した当時は、前半･後半は決まっておらず不定期に変更しており、番組自体の方向性が定まらない状態であった。
しかし、同年10月より『ハッピーボーイズ!』が『ハッピーボーイズアワー爆笑おすピー問題!』としてゴールデンに進出したのに伴い、深夜枠で人気を博した『ワンナイR&R』を編入して前半は『ワンナイ』、後半は『ミラクルタイプ』と固定され、『水10!』は正式なお笑い番組として確立された。これにより『ワンナイ』はレギュラー番組として全国ネットで視聴できるようになり、『ミラクルタイプ』もこの頃から高視聴率を連発するようになった。

### 不祥事
2003年8月に『ワンナイ』で『王シュレット事件』や『和光堂粉ミルク事件』といった2週続けての不祥事を起こし、事件の被害を受けたスポンサーがこの番組のみならずフジテレビ他番組での提供を一時降板、この年のプロ野球日本シリーズのフジテレビ・FNS系列（NNNにも加盟しているテレビ大分・ANNにも加盟しているテレビ宮崎を除く）での放送が出来なくなった。8月27日の『ミラクルタイプSP』では一部のスポンサー中止があり、9月3日から17日までは提供クレジットを中止、当時番組を提供した全てのスポンサーが当面CMのみになった。『ワンナイ』は不祥事を起こしたコントを中止しリニューアルした形で番組自体は存続されたが、この年の12月までは『ワンナイ』のタイトルは省略、テレビ雑誌では放送内容を隠していた。また、公式サイトは一時的に情報サイトを『水10!』、ワンナイ関係のサイトは『水10!インフォメルーム』として変更された（『水10!』ココリコミラクルタイプ関係のサイトはその間も通常運営していた）。
2006年12月20日に『ワンナイ』は打ち切りとなった。同番組の打ち切りに伴い、2007年1月から深夜番組だった『オリキュン』を昇格させた。2007年8月15日に『ミラクルタイプ』の『ミラクルさん家で衝撃トークSP』にて番組終了が告知され、『オリキュン』は2007年9月12日に単独スペシャルをもって終了し、『ミラクルタイプ』も2007年9月26日に単独スペシャルをもって終了し、『水10!』は5年半の歴史に幕を閉じた。

## 番組構成

### 初期（2002年4月10日 - 2002年9月18日）
- 22:00 - 22:26 『ハッピーボーイズ!』
- 22:26 - 22:54 『ココリコミラクルタイプ』

### 中期（2002年10月23日 - 2006年12月20日）
- 22:00 - 22:26 『ワンナイR&R 第2シリーズ』
- 22:26 - 22:54 『ココリコミラクルタイプ』

### 末期（2007年1月17日 - 2007年9月5日）
- 22:00 - 22:26 『ココリコミラクルタイプ』
- 22:26 - 22:54 『オリキュン』

### 変遷
| 前半                   | 年月 | 年月                   | 後半                   |
| ---------------------- | ---- | ---------------------- | ---------------------- |
| ハッピーボーイズ       | 2002 | 04                     | ココリコミラクルタイプ |
| ワンナイR&R            | 2002 | 10                     | ココリコミラクルタイプ |
| オリキュン             | 2007 | 01                     | ココリコミラクルタイプ |
| ココリコミラクルタイプ | 2007 | 01                     | オリキュン             |
| ココリコミラクルタイプ | 2007 | 03                     | オリキュン             |
| オリキュン             | 2007 | ココリコミラクルタイプ |                        |

### 補足
- 放送時間は全て日本時間である。
- 番組初期時代は前半・後半は決まっておらず、不定期に変更していた。
- 2007年1月31日から3月14日までの間は前半と後半入れ替えて放送していた。
- 通常編成（1時間）で1番組を拡大しもう1番組が休止となるスペシャルが放送される場合がある。また、両番組が1時間ずつの2時間スペシャル、1本のみの90分 - 2時間超のスペシャルが放送される場合もある。
- 2番組の間には、クッションとして水10!枠の短いロゴ映像が挿入される（『仮面ライダー』の主題歌『レッツゴー!!ライダーキック』の冒頭部分がジングルとして使われている）。ただし、『ワンナイR&R』時は冒頭のロゴ映像がない。

## ネット局
| 放送対象地域  | 放送局             | 系列                                         | ネット形態 | 備考                        |
| ------------- | ------------------ | -------------------------------------------- | ---------- | --------------------------- |
| 関東広域圏    | フジテレビ         | フジテレビ系列                               | 制作局     |                             |
| 北海道        | 北海道文化放送     | フジテレビ系列                               | 同時ネット |                             |
| 青森県        | 青森テレビ         | TBS系列                                      | 遅れネット |                             |
| 岩手県        | 岩手めんこいテレビ | フジテレビ系列                               | 同時ネット |                             |
| 宮城県        | 仙台放送           | フジテレビ系列                               | 同時ネット |                             |
| 秋田県        | 秋田テレビ         | フジテレビ系列                               | 同時ネット |                             |
| 山形県        | さくらんぼテレビ   | フジテレビ系列                               | 同時ネット |                             |
| 福島県        | 福島テレビ         | フジテレビ系列                               | 同時ネット |                             |
| 新潟県        | 新潟総合テレビ     | フジテレビ系列                               | 同時ネット |                             |
| 長野県        | 長野放送           | フジテレビ系列                               | 同時ネット |                             |
| 山梨県        | テレビ山梨         | TBS系列                                      | 遅れネット |                             |
| 静岡県        | テレビ静岡         | フジテレビ系列                               | 同時ネット |                             |
| 富山県        | 富山テレビ         | フジテレビ系列                               | 同時ネット |                             |
| 石川県        | 石川テレビ         | フジテレビ系列                               | 同時ネット |                             |
| 福井県        | 福井テレビ         | フジテレビ系列                               | 同時ネット |                             |
| 中京広域圏    | 東海テレビ         | フジテレビ系列                               | 同時ネット |                             |
| 近畿広域圏    | 関西テレビ         | フジテレビ系列                               | 同時ネット |                             |
| 島根県 鳥取県 | 山陰中央テレビ     | フジテレビ系列                               | 同時ネット |                             |
| 広島県        | テレビ新広島       | フジテレビ系列                               | 同時ネット |                             |
| 山口県        | 山口朝日放送       | テレビ朝日系列                               | 遅れネット | 2003年10月から2004年9月まで |
| 山口県        | テレビ山口         | TBS系列                                      | 遅れネット | 2005年1月から               |
| 岡山県 香川県 | 岡山放送           | フジテレビ系列                               | 同時ネット |                             |
| 愛媛県        | テレビ愛媛         | フジテレビ系列                               | 同時ネット |                             |
| 高知県        | 高知さんさんテレビ | フジテレビ系列                               | 同時ネット |                             |
| 福岡県        | テレビ西日本       | フジテレビ系列                               | 同時ネット |                             |
| 佐賀県        | サガテレビ         | フジテレビ系列                               | 同時ネット |                             |
| 長崎県        | テレビ長崎         | フジテレビ系列                               | 同時ネット |                             |
| 熊本県        | テレビ熊本         | フジテレビ系列                               | 同時ネット |                             |
| 大分県        | テレビ大分         | 日本テレビ系列 フジテレビ系列                | 遅れネット | [ 3 ] [ 4 ]                 |
| 宮崎県        | テレビ宮崎         | フジテレビ系列 日本テレビ系列 テレビ朝日系列 | 同時ネット |                             |
| 鹿児島県      | 鹿児島テレビ       | フジテレビ系列                               | 同時ネット |                             |
| 沖縄県        | 沖縄テレビ         | フジテレビ系列                               | 同時ネット |                             |

青森テレビ・テレビ山梨・山口朝日放送・テレビ山口以外はフジテレビ系列局。

## PTAの評価
日本PTA全国協議会主催の「子供とメディアに関する意識調査」より「親が子どもに見せたくない番組」
- 2003年度: 第2位
- 2004年度: 第2位
- 2005年度: 第5位
- 2006年度: 第7位